# Ha (dystrykt)
Haa, Ha (dżong. ཧཱ་) (Land Rice Valley) – jeden z 20 dzongkhagów (dystrykt) w Bhutanie, który znajduje się w zachodniej części kraju i liczy około 14 tys. mieszkańców i obejmuje powierzchnię 1 319 km². Dominującym językiem dystryktu jest dzongkha, język narodowy. 

## Podział administracyjny
Haa podzielony jest na 6 gewog:
- Bji
- Gakiling
- Katsho
- Sama
- Sangbay
- Uesu